# Andrzej Mąkowski
Andrzej Mąkowski (* 3. Juni 1957 in Stettin) ist ein ehemaliger polnischer Radrennfahrer.
Mąkowski war im Querfeldeinrennen (heutige Bezeichnung Cyclocross) und im Straßenradsport aktiv.

## Erfolge
| Jahr | Erfolg | Erfolg | Rennen                                        |
| ---- | ------ | ------ | --------------------------------------------- |
| 1978 | Sieger | Sieger | Nationalmeisterschaft Polen Querfeldeinrennen |
| 1980 | 2.     | 2.     | Nationalmeisterschaft Polen Querfeldeinrennen |
| 1980 | 2.     | 2.     | UCI-Cyclocross-Weltmeisterschaften            |
| 1981 | 3.     | 3.     | Nationalmeisterschaft Polen Querfeldeinrennen |
| 1982 | 2.     | 2.     | Nationalmeisterschaft Polen Querfeldeinrennen |